# ساندرو ليما
ساندرو ليما (28 أكتوبر 1990 في البرازيل - ) هو لاعب كرة قدم برازيلي في مركز الهجوم.

## وصلات خارجية
- ساندرو ليما على موقع اتحاد تركيا (لاعب) (الإنجليزية)
- ساندرو ليما على موقع دوري كوريا الجنوبية (الإنجليزية)
- ساندرو ليما على موقع قاعدة بيانات كرة القدم.إي يو (الإنجليزية)
- ساندرو ليما على موقع Soccerway.com (الإنجليزية)
- ساندرو ليما على موقع AS.com (الإسبانية)